# Éditions Mon Limousin
Les Éditions Mon Limousin est une maison d'édition française fondée en octobre 2018 et basée à Limoges.

## Présentation
Avec la fin des éditions Culture et Patrimoine en 2017, le Limousin se trouvait amputé d’une production éditoriale importante sur le patrimoine local. La disparition de la région administrative un an plus tôt, le Limousin ayant fusionné avec les régions Poitou-Charentes et Aquitaine, pouvait laisser entrevoir une disparition progressive d’une identité forte, bien que formée de plusieurs cultures locales.
C’est dans ce contexte que se crée la maison d’édition Mon Limousin. 
L’inauguration de la nouvelle maison d’édition a lieu à Saint-Junien, en présence du maire Pierre Allard, à l’occasion de la parution du premier ouvrage Saint-Junien, l’art du cuir consacré à l’histoire de la cité gantière, aux savoir-faire autour de la filière et aux acteurs contemporains.
Les éditions Mon Limousin ont également initié, à l’automne 2019, une série de déambulations littéraires qui ont permis aux lecteurs de venir rencontrer les auteurs, à la découverte de leurs inspirations dans les rues de Limoges.

## Catalogue
La maison d’édition publie principalement des auteurs originaires du Limousin. Si des plumes reconnues figurent parmi eux (Louis-Olivier Vitté, Régine Rossi-Lagorce, Jean-Michel Valade), l’éditeur cherche aussi à promouvoir de jeunes auteurs, leur permettant d’exprimer leur vision sur le Limousin d’aujourd’hui.
Dans ce cadre, un jeune géographe, Lucas Destrem, est chargé par l’éditeur d’écrire le premier dictionnaire des rues de Limoges. À la suite de cette publication qui rencontre un grand succès, l’auteur est invité par la radio France Bleu Limousin à animer une chronique hebdomadaire sur les rues de la ville.
Fin 2020 est inaugurée une nouvelle collection, « Idées libres », avec la sortie de l'essai Pangolin mon amour de Jean-Michel Valade.
En 2025, deux ouvrages paraissent à l'occasion du 80e anniversaire de la Libération de la France : Rescapés des camps nazis, le témoignage de huit Corréziens de Jean-Michel Valade et Brive-la-Résistante, une ville dans la tourmente (1940-1944) de François David, publication ayant obtenu le label Mission Libération de l'État.

## Publications
- Collectif, Saint-Junien, l’art du cuir, Limoges, coll. « Savoirs limousins », 2018 (ISBN 9782490710003)
- Laurent Bourdelas, Le Noyé des bords de Vienne, coll. « Noir Limousin », 2019 (ISBN 9782490710010)
- Royères, Martine Tandeau de Marsac, Abécédaires du Limousin, 2019  (ISBN 9782490710027)
- Dictionnaire des rues de Limoges, Lucas Destrem, Abécédaires du Limousin, 2019  (ISBN 9782490710034)
- Jour de Marché, Gérard Brutus, Littératures limousines, 2019  (ISBN 9782490710058)
- Mes vagabondages culinaires, Régine Rossi-Lagorce, Abécédaires du Limousin, préface de Marie-France Houdart, 2019  (ISBN 9782490710065)
- Champions du Limousin – La Haute-Vienne, Bernard Verret, Abécédaires du Limousin, 2019  (ISBN 9782490710072)
- Petite pomme, le crime de Châlus, Rudi Molleman, Noir Limousin, 2020  (ISBN 9782490710089)
- Rappelle-toi que c'est écrit, Sylvain Gane, 2020  (ISBN 9782490710096)
- Ségur-le-Château, Rudi Molleman, Abécédaires du Limousin, 2020  (ISBN 9782490710102)
- Corrèze l'essentiel, Jean-Michel Valade, Abécédaires du Limousin, 2020  (ISBN 9782490710126)
- Maria une cuisinière voyageuse, Régine Rossi-Lagorce, 2020  (ISBN 9782490710133)
- Pangolin mon amour, Jean-Michel Valade, Idées libres, 2020  (ISBN 9782490710157)
- Un matin je partirai, Gérard Brutus, Littératures limousines, 2021  (ISBN 9782490710140)
- Un tendre été, Louis-Olivier Vitté, Littératures limousines, 2021  (ISBN 9782490710164)
- Deux siècles de solidarités en Limousin et au-delà, Collectif PR2L, Savoirs limousins, 2021  (ISBN 9782490710171), préface de Thierry Jeantet
- Quand la France marchait en sabots, Jean Alambre, 2021  (ISBN 9782490710195), préface du sénateur Daniel Chasseing
- Mes p'tites histoires de Xaintrie, Louis-Olivier Vitté, 2021  (ISBN 9782490710201)
- Lettres de mon village, Jean-Michel Valade, 2021  (ISBN 9782490710218)
- La vie c'est comme une bicyclette, Corinne Champougny, 2021  (ISBN 9782490710225)
- Régine Rossi-Lagorce, Les 5 Saisons de Régine Rossi-Lagorce, Limoges, coll. « Gastronomie Limousine », 2021, 208 p. (ISBN 978-2-490710-232, lire en ligne)
- Michel Kiener, Camille Fauré et les siens : Du bâtiment aux émaux Art Déco, Limoges, coll. « Savoirs Limousins », 2021, 144 p. (ISBN 978-2-490710-119, lire en ligne)
- Docteur Gérard Terrier, La Mort : la dernière énigme, Limoges, coll. « Idées libres », 2022, 176 p. (ISBN 978-2-490710-256)
- Gérard Brutus, Le Petit Fonctionnaire des tas, Limoges, 2022, 144 p. (ISBN 978-2-490710-270)
- Louis-Olivier Vitté, Arrête ton char Stanislas, Limoges, 2022, 176 p. (ISBN 978-2-490710-287)
- Christine Malgorn, Deux âmes dans la tourmente, Limoges, 2022, 400 p. (ISBN 978-2-490710-263)
- Liliane Fauriac, La Malédiction de Courbefy, Limoges, 2022, 160 p. (ISBN 978-2-490710-294)
- Lucas Destrem, 101 panoramas et points de vue en Limousin. Tome 1 : la Creuse et la Haute-Vienne, t. 1, Limoges, 2022, 192 p. (ISBN 978-2-490710-300) :« D'abord, s'efforcer de gravir un sommet, et accessoirement retirer du plaisir de cette épreuve physique. Puis, être saisi par la vue. Ensuite, aidé ou non d'une table d'orientation, tâcher d'en individualiser les détails… »
- Rudi Molleman, Saint-Yrieix-la-Perche, Limoges, coll. « Les Abécédaires du Limousin », 2022, 104 p. (ISBN 978-2-490710-249)
- Jean-Michel Valade, Dialogue avec Pierre Mouzat, sculpteur de l'indicible, Limoges, coll. « Biographie illustrée », 2022, 156 p. (ISBN 978-2-490710-324, lire en ligne)
- François Landries et Martine Tandeau de Marsac (préf. Hubert Védrine), Ce que maître-verrier veut dire, Francis Chigot (1879-1960), Limoges, 2022, 348 p. (ISBN 978-2-490710-331, lire en ligne) :« Il faut savoir gré aux auteurs d’avoir su retirer de cet océan d’archives le sens d’une vie, et d’avoir reconstitué patiemment cette traversée du siècle par Francis Chigot, de nous faire découvrir par cette belle biographie cet homme et cette œuvre, et ce siècle tourmenté, sous un angle lumineux[10]. »

### Vidéo
- France 3 consacre un reportage à l'occasion des 2 ans de la maison d'édition